# Владо Перлмутер
Владо Перлмутер (фр. Vlado Perlemuter; 26 травня 1904, Каунас, Російська імперія — 4 вересня 2002, Женева) — французький піаніст.

## Біографія та творчість
Син рабина. 1907 року батьки Перлмутера емігрували до Франції. Він навчався в Паризькій консерваторії у Моріца Мошковського, а потім у Альфреда Корто, одночасно підробляючи тапером у кінотеатрах. 1924 року Перлмутер близько познайомився з Морісом Равелем і протягом кількох років пройшов разом з композитором всю його фортеп'янну спадщину, завдяки чому надалі був одним з найбільш авторитетних інтерпретаторів музики Равеля, час від часу (вперше — 1929 р.) виступаючи з циклами з двох концертів, що включають весь корпус сольних фортеп'янних п'єс Равеля. Іншим важливим композитором для Перлмутера автором був Фридерик Шопен, у зв'язку з чим він багато разів входив до журі конкурсу піаністів імені Шопена. Він також входив до журі конкурсу Паломи О'Ші де Сантандер (1977). Серед записів Перлмутера також всі фортеп'янні сонати Моцарта, твори Бетовена, Шумана, Ліста, Дебюссі, Прокоф'єва та інших композиторів.
Перечекавши роки Другої світової війни у Швейцарії, 1950 року Перлмутер повернувся до Парижа. У 1951—1977 рр.. він викладав у Паризькій консерваторії; серед його учнів Жан Франсуа Ессе. Свій прощальний концерт, що повністю складався з творів Равеля, Перлмутер дав 7 травня 1993 р. у Женеві, у віці 89 років.

## Перлмутер про Равеля
1953 року була опублікована книга радіорозмов Перлмутера і французької скрипальки Елен Журдан-Моранж «Равель згідно з Равелем» (фр. Ravel d'après Ravel).